# Campeonato de Fórmula Truck de 2012
O Campeonato de Fórmula Truck 2012 foi a décima-sétima edição do evento. Sob organização da Fórmula Truck 
O campeão foi o piloto paranaense Leandro Totti, com um caminhão Mercedes-Benz; o vice foi Felipe Giaffone. 
A temporada ficou marcada pelo violento acidente de Diumar Bueno durante os treinos para a etapa de Guaporé, onde seu caminhão passou reto, atravessou a pista e decolou. O Volvo #12 da DB Motorsport caiu numa avenida próxima ao circuito. Apesar da gravidade, o paranaense, que sofreu fraturas no braço e nas pernas, conseguiu sobreviver, mas não voltou a correr desde então.

## Equipes e pilotos
Todos os pilotos são brasileiros, exceto Luis Pucci, que correu sob licença argentina.
| Marca         | Equipe                            | No. | Piloto (s)           | Etapa (s) |
| ------------- | --------------------------------- | --- | -------------------- | --------- |
| Iveco         | Scuderia Iveco                    | 2   | Valmir Benavides     | Todas     |
| Iveco         | Scuderia Iveco                    | 88  | Beto Monteiro        | Todas     |
| Iveco         | Marinelli Competições             | 18  | João Ometto          | 8–10      |
| Iveco         | Marinelli Competições             | 50  | Fred Marinelli       | 1–6       |
| Mercedes-Benz | ABF Mercedez-Benz                 | 3   | Christian Fittipaldi | 1–2       |
| Mercedes-Benz | ABF Mercedez-Benz                 | 3   | Geraldo Piquet       | 3–10      |
| Mercedes-Benz | ABF Mercedez-Benz                 | 6   | Wellington Cirino    | Todas     |
| Mercedes-Benz | ABF Racing Team                   | 73  | Leandro Totti        | Todas     |
| Mercedes-Benz | ABF Racing Team                   | 99  | Luiz Lopes           | Todas     |
| Mercedes-Benz | ABF Desenvolvimento Team          | 83  | Régis Boessio        | Todas     |
| Volkswagen    | RM Competições                    | 4   | Felipe Giaffone      | Todas     |
| Volkswagen    | RM Competições                    | 7   | Débora Rodrigues     | Todas     |
| Volkswagen    | RM Competições                    | 9   | Renato Martins       | Todas     |
| Volkswagen    | RM Competições                    | 77  | André Marques        | Todas     |
| Volkswagen    | AJ5 Motorsport                    | 8   | Adalberto Jardim     | Todas     |
| Scania        | Ticket Car Corinthians Motorsport | 10  | Alberto Catucci      | 9–10      |
| Scania        | Ticket Car Corinthians Motorsport | 15  | Roberval Andrade     | Todas     |
| Scania        | Original Reis Peças               | 12  | José Maria Reis      | 1–6, 9–10 |
| Scania        | Original Reis Peças               | 45  | Leandro Reis         | 1–6, 8–10 |
| Scania        | Muffatão Racing                   | 20  | Pedro Muffato        | Todas     |
| Volvo         | DB Motorsport                     | 11  | Diumar Bueno         | 1–8       |
| Volvo         | Clay Truck Racing                 | 14  | João Maistro         | 1–6, 8–10 |
| Volvo         | ABF Volvo                         | 32  | Luis Pucci           | Todas     |
| Volvo         | ABF Volvo                         | 55  | Paulo Salustiano     | Todas     |
| Ford          | DF Motorsport                     | 43  | Pedro Gomes          | Todas     |
| Ford          | DF Motorsport                     | 70  | Danilo Dirani        | Todas     |
| Ford          | DF Motorsport                     | 72  | Djalma Fogaça        | 8–10      |

## Calendário
|    | Data           | Estado            | Cidade            | Circuito                                     | Horário |
| -- | -------------- | ----------------- | ----------------- | -------------------------------------------- | ------- |
| 1  | 4 de março     | Rio Grande do Sul | Santa Cruz do Sul | Autódromo Internacional de Santa Cruz do Sul | 13:00h  |
| 2  | 1 de abril     | Rio de Janeiro    | Rio de Janeiro    | Autódromo de Jacarepaguá                     | 13:00h  |
| 3  | 6 de maio      | Pernambuco        | Caruaru           | Autódromo Internacional Ayrton Senna         | 13:00h  |
| 4  | 3 de junho     | Goiás             | Goiânia           | Autódromo Internacional Ayrton Senna         | 13:00h  |
| 5  | 8 de julho     | São Paulo         | São Paulo         | Autódromo de Interlagos                      | 14:00h  |
| 6  | 5 de agosto    | Paraná            | Cascavel          | Autódromo Internacional de Cascavel          | 13:00h  |
| 7  | 9 de Setembro  | Argentina         | Córdoba           | Autódromo Oscar Cabalén                      | 13:00h  |
| 8  | 14 de outubro  | Rio Grande do Sul | Guaporé           | Autódromo Internacional de Guaporé           | 13:00h  |
| 9  | 11 de novembro | Paraná            | Curitiba          | Autódromo Internacional de Curitiba          | 13:00h  |
| 10 | 9 de dezembro  | Distrito Federal  | Brasília          | Autódromo Internacional Nelson Piquet        | 13:00h  |